# Jean Holland (1er duc d'Exeter)
Pour les articles homonymes, voir Jean Holland, John Holland et Holland.
Titres
Duc d'Exeter
29 septembre 1397 – 3 novembre 1399
(2 ans, 1 mois et 5 jours)
Comte de Huntingdon
2 juin 1388 – 16 janvier 1400
(11 ans, 7 mois et 14 jours)
Jean Holland (1352 - 16 janvier 1400), comte de Huntington puis duc d'Exeter, est un militaire noble anglais, célèbre pour sa participation à la chute du prince Thomas de Woodstock, duc de Gloucester, et à une conspiration contre le roi Henri IV.

## Biographie
Fils et héritier du baron Thomas Holland et de Jeanne, comtesse de Kent, elle-même fille d'Edmond de Woodstock, comte de Kent, fils du roi Édouard Ier. Sa mère s'était remariée à Édouard, prince de Galles ; il est ainsi demi-frère du roi Richard II, à qui il resta fidèle toute sa vie.
Dans les premiers temps du règne de Richard, il fut reçu parmi les chevaliers de la Jarretière (1381). Il fit aussi partie de l'escorte de la future reine Anne de Bohême, lors de sa venue en Angleterre.
Il avait un caractère emporté, qui lui causa des ennuis à plusieurs reprises. L'incident le plus connu se produisit en 1385 pendant une expédition de Richard II en Écosse. Un archer au service de Ralph de Stafford, fils aîné du comte de Stafford, tua accidentellement un des écuyers de sir Jean Holland. Stafford alla s'excuser auprès d'Holland, mais celui-ci le tua immédiatement. Le roi fit saisir les domaines de Holland. Leur mère mourut pendant cette période, et l'on dit que c'est à cause du chagrin causé par cette histoire.
Dès le début de l'année suivante, il se réconcilia avec les Stafford, et recouvra ses propriétés. Il épousa en 1386 Élisabeth de Lancastre (1363 † 1425), fille du duc Jean et de la duchesse Blanche de Lancastre. Lui et sa femme participèrent à l'expédition militaire de Jean de Gand en Castille, dont il fut nommé connétable de facto. Après son retour en Angleterre, sir Jean Holland fut avancé en tant que comte de Huntingdon, le 2 juin 1388. En 1389, il fut nommé grand-chambellan à vie, amiral de la flotte pour les mers occidentales, et châtelain de Tintagel. Il reçut également à vie des terres royales.
Au cours des années suivantes il tint un certain nombre de charges : châtelain de Conway (1394), gouverneur de Carlisle (1395), et gouverneur des marches écossaises. Ses actions militaires furent interrompues par un pèlerinage en Terre sainte en 1394 (qui peut être en rapport avec les litiges avec les Stafford).
Le comte Jean aida le roi à éliminer Thomas de Woodstock, duc de Gloucester, et son allié Richard FitzAlan, comte d'Arundel, en 1397. En récompense, il fut élevé au titre de duc d'Exeter, le 29 septembre.
Il accompagna ensuite Richard II dans une expédition en Irlande. Au retour, le roi l'envoya négocier avec son cousin, Henri Bolingbroke. Après qu'Henri eut déposé Richard II et monté sur le trône (sous le nom d'Henri IV), il reprit à tous ceux qui étaient impliqués dans l'arrestation de Thomas de Woodstock, les biens que ceux-ci avaient reçus en récompense. Jean Holland redevint simplement comte de Huntingdon.
Au début de l'année suivante, il participa à un complot, le soulèvement de l'Épiphanie, avec son neveu Thomas Holland, comte de Kent, Thomas le Despenser et d'autres. Le but était d'assassiner Henri IV, de libérer Richard II et de le replacer sur le trône. Le complot fut découvert, Jean Holland fut arrêté et exécuté (hanged, drawn and quartered). Parmi les témoins de son exécution figurait Thomas FitzAlan, comte d'Arundel, fils de celui que Jean Holland avait arrêté quelques années plus tôt. Il est enterré à la chapelle royale de Saint Pierre aux liens.
Ses titres et ses biens furent confisqués par la Couronne, mais furent ensuite rendues à son fils aîné.

## Enfants
D'Élisabeth de Lancastre, il avait eu :
- Constance Holland (1387 † 1437), mariée à Thomas Mowbray, comte de Norfolk, puis à John Grey.
- Alice Holland (1392 † 1406), mariée à Richard de Vere, comte d'Oxford
- Richard Holland (1392 † 1400)
- Jean Holland (1395 † 1447), duc d'Exeter
- Édouard Holland (1399 † 1414)[1].

## Armoiries
Selon l'Armorial de Gelre (Folio 56v, Jean Holland, Comte de Huntingdon), son blason prenait la forme suivante :
| Figure | Blasonnement                                                                                              |
|        | De gueules, à trois léopards d'or (Angleterre), à la bordure d'argent, chargée de fleurs de lys de sable. |

| Figure | Blasonnement |
|        | Blason corrigé : De gueules, à trois léopards d'or (Angleterre), à la bordure d'azur, semée de fleurs de lys d'or (France). |

## Source
- (en) Cet article est partiellement ou en totalité issu de l’article de Wikipédia en anglais intitulé « John Holland, 1st Duke of Exeter » (voir la liste des auteurs).
- (en) Chroniques de Jean Froissart: Sir John Holland tue Lord Ralph Stafford